# E.M.M.A
E.M.M.A var en svensk popgrupp bestående av tjejerna Elin (född 25 december 1990), Martina (född 1 december 1988), Marilinn (född 10 maj 1992) och Alexandra (född 22 februari 1990). Popgruppens namn är bildat av första bokstaven i deras förnamn.
Gruppen bildades av Keith Almgren som också skrev samtliga texter till gruppens debutalbum.
Gruppen var verksam mellan 2001 och 2005 och släppte tre album och åtta singlar, samt turnerade i Sverige.

## Diskografi
- 2001 – En hemlighet (singel)
- 2001 – Varje gång (singel)
- 2001 – E.M.M.A
- 2002 – Bubblar i mej (singel)
- 2002 – SMS
- 2002 – Vänner
- 2003 – Vi ska alltid vara vänner (singel)
- 2003 – Bamses födelsedagsvisa (singel)
- 2004 – Precis som du är (singel)
- 2004 – Tur & Retur
- 2004 – Sol, vind och vatten (sång) (singel)